# غلامرضا یزدانی
غلامرضا یزدانی (۱۸ دی ۱۳۴۰ – ۱۹ دی ۱۳۸۴) با نام اصلی علیرضا یزدانی، سرتیپ سپاه پاسداران انقلاب اسلامی بود، که از فرماندهان جنگ ایران و عراق و پس از جنگ نیز از فرماندهان عالی موشکی، پدافند هوایی و توپخانهٔ سپاه پاسداران انقلاب اسلامی بود.
او مانند احمد کاظمی از جمله افرادی بود که در سال ۱۳۵۸ به همراه محمد منتظری برای طی دوره‌های چریکی و آموزشهای نظامی برای جنگ با اسرائیل عازم سوریه و مرز شمالی فلسطین شدند اما پس از اتمام دوره‌ها به کشور بازگشتند.
یزدانی در ۱۹ دیماه ۱۳۸۴ در حادثه سقوط هواپیمای داسو فالکون ۲۰ به همراه احمد کاظمی و چند تن دیگر در نزدیکی ارومیه کشته شد.

## تولد و تحصیلات
غلامرضا یزدانی در ۱۸ دی ۱۳۴۰ در نجف آباد به دنیا آمد. او تحصیلاتش را همان‌جا آغاز کرد و در سال ۱۳۵۶ به پایان رساند و موفق به اخذ مدرک دیپلم رشته عمران شد. وی پس از جنگ، در سال ۱۳۷۲ تحصیلات کارشناسی را در رشته جغرافیای سیاسی نظامی آغاز نمود و در سال ۱۳۷۶ نیز تحصیلات کارشناسی ارشد را در رشتهٔ مدیریت دفاعی آغاز کرد.

## درجه و مدال نظامی
او در سال ۱۳۵۸ به سازمان بسیج پیوست و در سال ۱۳۵۹ به عضویت سپاه پاسداران انقلاب اسلامی درآمد و تا سال ۱۳۶۸ به مدت ۱۰۸ ماه در جبهه‌های غرب و جنوب حضور داشت.
پس از جنگ و در سال ۱۳۶۸ درجه نظامی سرداری به او تعلق گرفت و همچنین به علت حضور در برخی حوادث مؤثر سال‌های جنگ، موفق به اخذ نشان فتح از علی خامنه‌ای گردیده و از فرماندهان برجسته سپاه گردید.

## مسئولیت‌ها و فرماندهی
مسئولیت‌های غلامرضا یزدانی به شرح زیر بوده است:
- مؤسس و فرمانده توپخانه و ادوات لشکر ۲۷ محمد رسول‌الله و با حفظ سمت فرمانده گردان یاسر تیپ ذوالفقار
- مؤسس و فرمانده گروه توپخانه ای و موشکی رسالت
- فرمانده توپخانه قرارگاه‌های حمزه، نجف، قدر، نصر، مقدم غرب، کربلا و ظفر در سال‌های دفاع مقدس در زمان حسن شفیع‌زاده
- مؤسس و فرمانده دانشگاه علوم و فنون توپخانه و موشکی سپاه پس از جنگ[۹]
- فرمانده موشکی هوافضای سپاه بعد از حسن طهرانی مقدم[۱۰]
- فرمانده پدافند هوافضای سپاه قبل از امیر علی حاجی زاده[۱۱]
- فرمانده توپخانه، موشکی و پدافند نیروی زمینی سپاه در زمان فرماندهی محمدعلی جعفری و احمد کاظمی[۱۲][۱۳]

## درگذشت
یزدانی در ۱۹ دی ۱۳۸۴ در سانحه هوایی سقوط هواپیمای داسو فالکون ۲۰ در نزدیکی ارومیه به همراه احمد کاظمی و چند تن دیگر کشته شد.
آرامگاه وی در ضلع شمال شرقی گلستان شهدای اصفهان در قطعه فرماندهان در کنار حسین خرازی و احمد کاظمی واقع شده است.

## تألیفات
- کتاب "درس‌های زیر درخت بلوط" در سال ۱۳۷۸
- کتاب "جبهه‌ای به عرض شش متر" در سال ۱۳۸۱
- کتاب "درمسیر روشنایی"
- کتاب "سرداران آتش" در سال ۱۳۸۴[۱۶]